# Gran Jural del Estado
El Gran Jural del Estado (en mongol: Улсын Их Хурал, Ulsyn Ikh Khural. Y en español: Gran Asamblea Estatal) es el nombre que recibe el Parlamento de Mongolia, a veces traducido como Gran Jural de Estado o Gran Jural Estatal.

## Estructura
El Gran Jural del Estado es unicameral y está compuesto por 126 miembros. Un miembro del Parlamento será un enviado del pueblo y representará y defenderá los intereses de todos los ciudadanos y del pueblo. El mandato de un miembro  de los miembros comenzará con un juramento prestado ante el emblema del Estado y expirará cuando los miembros recién elegidos del Parlamento presten juramento.

### Presidente
El Presidente es el funcionario que preside el Gran Jural del Estado.

### Vicepresidente
El vicepresidente es elegido por cada grupo parlamentario formado en el marco de una elección. Su mandato es de cuatro años, pero puede ser relevado o removido del cargo, por las causas definidas por la ley, antes de que expire su mandato.

### Consejo del Presidente
El Consejo del Presidente está formado por el vicepresidente del Gran Jural del Estado, los presidentes de los grupos parlamentarios, los líderes de los partidos parlamentarios y los presidentes de los comités permanentes y temporales.

## Poderes y deberes
Algunos de sus poderes son:
- El Gran Jural puede elaborar nuevas leyes en conjunto con el gobierno, y decide sobre la introducción de estas.
- El Gran Jural aprueba el presupuesto anual.
- El Gran Jural tiene el poder de declarar la guerra.

Y algunos de los deberes:
- Los partidos representados en el Parlamento designan a los candidatos para la elección directa del presidente.
- El Gran Jural válida la elección del presidente.
- El Parlamento confirma el primer ministro (propuesto por el presidente) y los demás ministros.

Las sesiones del Gran Jural del Estado duran un mínimo de 75 días. Se puede anular los vetos presidenciales con una mayoría de dos tercios. También son necesarios dos tercios de la mayoría para hacer un cambio de la Constitución: por ejemplo, en 1992 el Gran Jural aprobó el cambio de nombre oficial de «República Popular de Mongolia» a «República de Mongolia».

## Elección
Cada cuatro años se celebran elecciones para elegir a todos los miembros del Gran Jural del Estado. Antes de 2023, las elecciones utilizaban el sistema de escrutinio mayoritario plurinominal en los 26 distritos electorales plurinominales para elegir a 76 miembros[cita requerida].  El 31 de mayo de 2023, el parlamento de Mongolia aprobó una enmienda constitucional que aumentó el número de escaños de 76 a 126. El método de elección también se cambió a votación paralela con 78 escaños elegidos por voto múltiple no transferible en 13 distritos electorales plurinominales y 48 por representación proporcional con lista cerrada a nivel nacional con un umbral electoral del 4% para partidos individuales, 5% para coaliciones bipartidistas y 7% para coaliciones tripartitas o de más partidos. Para calificar para escaños proporcionales, los partidos y coaliciones también deben tener candidatos que se postulen en al menos la mitad de los escaños en cada circunscripción. Las listas de los partidos deben cumplir con el sistema de cremallera, mientras que la proporción general de género de los candidatos de un partido no debe ser mayor de 70:30 ni menor de 30:70. Se requiere una participación electoral del 50% para que el resultado en una circunscripción se considere válido, o debe realizarse otra ronda de votación para esa circunscripción.
Para votar, un ciudadano mongol debe tener 18 años o más y vivir en Mongolia. Cualquier persona mayor de 25 años puede ser elegida. Se celebran nuevas elecciones si se disuelve el Gran Jural, si dos tercios de los miembros votan por la disolución, si el presidente disuelve el mismo o si el presidente o la mitad del Gabinete dimiten.